# Norcross (Minnesota)
Norcross è un comune degli Stati Uniti d'America, situato nello Stato del Minnesota, nella contea di Grant.